# Acontia hieroglyphica
Acontia hieroglyphica är en fjärilsart som beskrevs av Oswald Beltram Lower 1902. Acontia hieroglyphica ingår i släktet Acontia och familjen nattflyn. Inga underarter finns listade i Catalogue of Life.